# 福岡県道800号湯ノ原合川線
福岡県道800号湯ノ原合川線（ふくおかけんどう800ごう ゆのはらあいかわせん）は、福岡県八女郡広川町から久留米市に至る一般県道である。

## 概要
八女郡広川町大字水原から久留米市合川町に至る。
久留米市高良内町以西では幅員改良がなされているが、他はすれ違い困難な場所が多い。また、久留米市と八女郡広川町の境部では非常に勾配のある坂道があり、凹凸が設置されているため走行の際は注意が必要になる。終点を除いて山間部の道路で対向車はほとんどいない。

### 路線データ
- 起点：福岡県八女郡広川町大字水原（福岡県道84号三潴上陽線交点）
- 終点：福岡県久留米市合川町（千本杉交差点、国道322号交点）

## 路線状況

### 重複区間
- 福岡県道750号御井諏訪野線（久留米市御井町 - 久留米市御井町・高良山入口交差点）

## 地理

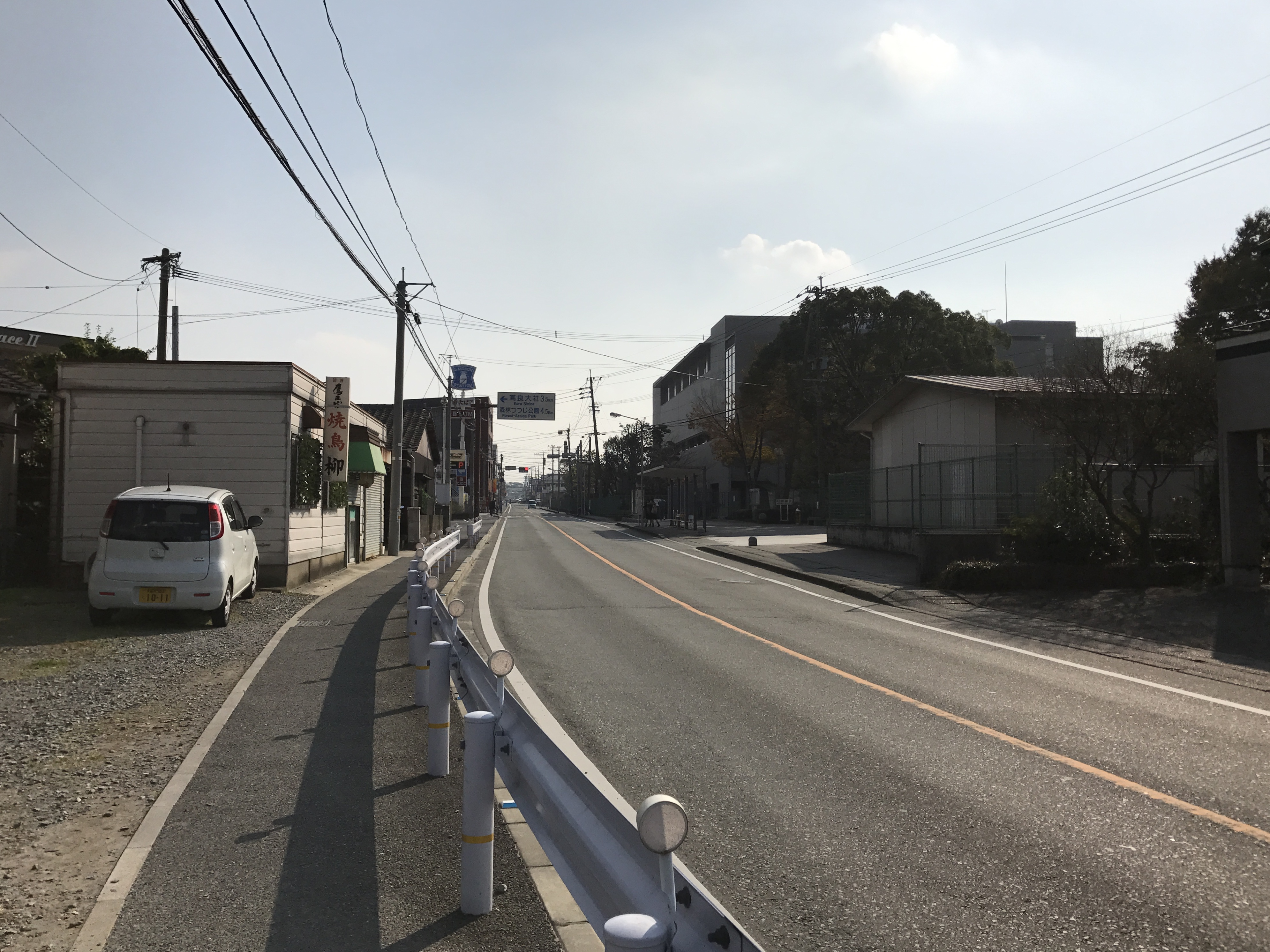
久留米大学御井学舎付近

### 通過する自治体
- 八女郡広川町
- 久留米市

### 交差する道路
| 交差する道路                                          | 市町村名 | 市町村名 | 交差する場所 | 交差する場所        |
| ----------------------------------------------------- | -------- | -------- | ------------ | ------------------- |
| 福岡県道84号三潴上陽線                                | 八女郡   | 広川町   | 大字水原     | 起点                |
| 福岡県道86号久留米筑後線 / 都市計画道路東合川野伏間線 | 久留米市 | 久留米市 | 御井町       | 矢取西交差点        |
| 福岡県道750号御井諏訪野線 重複区間起点                | 久留米市 | 久留米市 | 御井町       |                     |
| 福岡県道750号御井諏訪野線 重複区間終点                | 久留米市 | 久留米市 | 御井町       | 高良山入口交差点    |
| 国道322号                                             | 久留米市 | 久留米市 | 合川町       | 千本杉交差点 / 終点 |

### 交差する鉄道
- 久大本線

### 沿線
- 逆瀬ゴットン館
- 久留米市立高良内小学校
- 高良内郵便局
- 久留米市立南筑高等学校
- 久留米大学
- JR九州久大本線 久留米大学前駅